# Werkgroep adelsgeschiedenis
De Stichting Werkgroep adelsgeschiedenis bestaat sinds 1993 en bevordert onderzoek naar en verspreiding van kennis over de adel. 

## Geschiedenis
De werkgroep ontstond aan de Rijksuniversiteit Utrecht waar dr. Johan Aalbers (1937), hoofddocent van de vakgroep geschiedenis, aspirant-promovendi en studenten bij elkaar bracht die onderzoek deden naar (Nederlandse) adelsgeschiedenis. Deze aandacht paste in een eerder ingezette algemenere studie naar elites en elitegeschiedenis, in Nederland vooral geïnitieerd door prof. dr. D.J. Roorda (1923-1983) die onderzoek deed en stimuleerde naar het stedelijke patriciaat. Aalbers stond met Maarten Prak (1955) aan de wieg van een historisch congres dat in 1986 werd gehouden en uitmondde in de bundel De bloem der natie. Adel en patriciaat in de Noordelijke Nederlanden (Meppel, 1987) waarin studies over adel en patriciaat werden samengebracht.

### Bulletin en jaarboekVirtus
De aan Aalbers' universiteit ontstane werkgroep werd opgericht op 24 mei 1993. Naar buiten treden deed de werkgroep allereerst met een zogenaamd Bulletin waarvan de eerste jaargang van 1993-1994 was en dat tweemaal per jaar zou verschijnen en dat de naam Virtus kreeg. Het eerste nummer van Virtus zei dat het het bulletin zou gaan bevatten: "artikelen, boekbesprekingen en een literatuursignalement met betrekking tot de Nederlandse adelsgeschiedenis in Europees perspectief". Het eerste nummer bevatte een bespreking van het proefschrift Adel in Friesland 1780-1880 van Yme Kuiper, tot 2014 hoofdredacteur en sinds november 2012 bezetter van de bijzondere leerstoel Historische Buitenplaatsen en Landgoederen aan de Rijksuniversiteit Groningen vanwege de stichting van jhr. dr. Henri Wolter Matheus van der Wyck (1927-2001). Huidig hoofdredacteur is Hanneke Ronnes.
Het bulletin werd vanaf 2003 een fors jaarboek. In 2010 gaf het jaarboek Virtus onder andere aandacht aan de hoge Haagse kringen van en in het werk van Louis Couperus (1863-1923). Het in 2014 verschenen 20e jaarboek (2013) had als thema kastelen, buitenplaatsen en landgoederen in Nederland en België.

### Reeks adelsgeschiedenis
De werkgroep verleent daarnaast medewerking aan de Reeks adelsgeschiedenis waarvoor een aantal redacteuren van het jaarboek belangrijke uitgaven leverde. Het tiende deel betrof de bundel Adel en Heraldiek in de Nederlanden, Identiteit en Representatie, de afscheidsbundel die verscheen op 2 november 2012 ter gelegenheid van het afscheid van jhr. Arnoldus Johannes Gevers van het Historisch Centrum Overijssel.